# 江陵戰役
江陵戰役，是朝鮮戰爭開始後，朝鮮人民軍越過三八線全面南侵而發起的戰役，結果是南韓江陵落入北韓軍隊手中。

## 原因
于1950年时，朝鲜加入了3个朝鲜族师，此时朝鲜军队已有13万人，而且所有装备已经苏化，并且还有一个坦克独立旅，于是金日成在没有通告中国时，向南韩发起了进攻。